# Imputabilidad
Imputabilidad es la capacidad del ser humano para entender que su conducta lesiona los intereses de sus semejantes y para adecuar su actuación a esa comprensión. Significa atribuir a alguien las consecuencias de su obra, para lo cual el acto debe ser realizado con discernimiento, intención y libertad. Es un concepto jurídico de base psicológica del que dependen los conceptos de responsabilidad y culpabilidad. Quien carece de estas capacidades, bien por no tener la madurez suficiente (menores de edad), bien por sufrir graves alteraciones psíquicas (enajenados mentales), no puede ser declarado culpable ni puede ser responsable penalmente de sus actos.
Se entiende todo lo contrario a la inimputabilidad. Ya que es inimputable quien actúa sin voluntad y conciencia, es decir no tiene la capacidad de entender y querer al momento de cometer el acto punible.
Inverso a una represión o acción de culpabilidad dictaminada.

## Causas de inimputabilidad
En el Derecho Penal son tres las causas de exclusión de la responsabilidad penal que pueden reconducirse al ámbito de la inimputabilidad. En el Derecho español, están citadas en el artículo 20 del Código Penal, que establece que: cualquier anomalía o alteración psíquica (Art. 20.1) o un estado de intoxicación plena por el consumo de bebidas alcohólicas, drogas tóxicas, estupefacientes, sustancias psicotrópicas u otras que produzcan efectos análogos (Art. 20.2); y la alteración en la percepción desde el nacimiento o desde la infancia que produzca una alteración grave de la conciencia de la realidad (Art. 20.3). La minoría de edad (artículo 19) también es una causa de inimputabilidad.
En Argentina, no se aplica pena:
- A quien no pudo comprender que lo que hacía era delito o no haya podido dirigir sus acciones.
- A quien obra por una fuerza física irresistible o bajo amenaza.
- A quien se encuentra en estado de necesidad.
- A quien obra en cumplimiento de un deber o ejerciendo un derecho, autoridad o cargo.
- A quien actúa por obediencia debida.
- A quien actúa en legítima defensa.

### Graduación
El Código Penal de España prevé la posibilidad de graduar la imputabilidad, desde su absoluta anulación hasta las afectaciones de carácter leve ((eximente completa, eximente incompleta del Art. 68 CP y atenuación, en el Art. 21CP)

### Anomalía o alteración psicológica
Recogido en el número del artículo 20 del Código Penal de España. Quien padece algún tipo de anomalía no puede conocer completamente el mandato normativo (capacidad cognitiva) o, conociéndole, no puede adecuar su comportamiento a dicho mandato (capacidad volitiva). En este tipo de anomalías también es necesario que exista un factor biológico que consiste en alteraciones psicológicas que origine efectos en el comportamiento. El efecto psicológico constituye, pues, una perturbación de las facultades intelectuales o volitivas y esta perturbación debe incidir en la compresión de la ilicitud del hecho o en la capacidad de orientar la conducta conforme a dicha comprensión.
Para que se pueda apreciar una anomalía se exige el factor biológico. Sin embargo, en el trastorno mental transitorio este factor no es necesario; los trastornos mentales transitorios son supuestos en los que en una situación de tensión o en unas circunstancias excepcionales el sujeto pierde la capacidad de control.

### La intoxicación producida por el alcohol o por otras drogas
Recogido en el artículo 20.2 del Código Penal de España:
Por su intensidad o grado, la embriaguez puede ser letárgica, plena, semiplena o productora de simple excitación. La embriaguez letárgica constituye el grado máximo y da lugar a un estado de inconsciencia o sueño que excluye la propia presencia de un comportamiento humano voluntario. La embriaguez plena produce una perturbación total de la conciencia que excluye la imputabilidad, mientras que la semiplena supone una perturbación parcial que disminuye la imputabilidad. Por último, la simple excitación se considera irrelevante a efectos penales.
Por su origen, se habla de embriaguez preordenada al delito, embriaguez voluntaria simple, culposa y fortuita. La embriaguez preordenada a delinquir es la que se provoca para cometer un delito determinado –por ejemplo, para infundirse el valor necesario para realizarlo-. Las demás clases de embriaguez mencionadas se definen con relación al carácter voluntario, imprudente o fortuito de la embriaguez –no del delito-. Así, la embriaguez voluntaria supone solo que la embriaguez se ha buscado voluntariamente, y la embriaguez culposa es la que se produce imprudentemente, a diferencia de lo que sucede con la embriaguez fortuita, la cual no es atribuible a imprudencia alguna –así puede suceder en el caso de embriaguez patológica, en que por efecto de una anomalía en el sujeto una pequeña dosis de alcohol produce la embriaguez.
Para que el alcohol u otras drogas eximan, deberá producir una plena exclusión de la imputabilidad: solo la embriaguez o intoxicación plena podrá eximir, no así la semiplena, que solo podrá atenuar, a través de la eximente incompleta del Art. 21.1º, cuando sea muy intensa, y por la vía de la atenuante ordinaria del Art. 21.2º, cuando no lo sea tanto. No toda embriaguez o intoxicación plena eximirá, sino solo la que no se haya buscado de propósito para delinquir ni se haya producido en circunstancias tales en que hubiera que prever que daría lugar a cometer el hecho

### La minoría de edad penal
El fundamento es que las personas que no están suficientemente socializadas y no sean conscientes de sus actos no se les podrán exigir responsabilidad penal.
En España, según el art. 19 CP, «los menores de dieciocho años no será responsables criminalmente con arreglo a este Código. –cuando un menor de dicha edad cometa un hecho delictivo podrá ser responsable con arreglo a lo dispuesto en la ley que regule la responsabilidad penal del menor». La LO 5/2000, de 12 de enero, reguladora de la responsabilidad penal de los menores, entró en vigor al año de su promulgación (5 de enero de 2001). Su Art. 1.1 declaró: «Está Ley se aplicará para exigir la responsabilidad de las personas mayores de catorce años y menores de dieciocho por la comisión de hecho tipificados como delitos o faltas en el Código Penal o las leyes penales especiales». Según el art. 3 de la misma ley: «Cuando el autor de los hechos mencionados en los artículos anteriores sea menor de catorce años, no se le exigirá responsabilidad con arreglo a la presente Ley, sino que se le aplicará lo dispuesto en las normas sobre protección de menores previstas en el Código Civil y demás disposiciones vigentes».

### Alteración grave de la conciencia de la realidad
Esta causa de inimputabilidad, recogida en el artículo 20.3, declara exento de responsabilidad criminal al que «por sufrir alteraciones en la percepción desde el nacimiento o desde la infancia, tenga alterada gravemente la conciencia de la realidad». Dicho de otro modo, a aquellas personas que no ha completado el proceso de socialización o no entienden las circunstancias en el momento de cometer el delito, no se les puede exigir responsabilidad penal.
Esta eximente requiere dos elementos: uno biológico (sufrir alteraciones en la percepción) y otro psicológico (que tenga alterada gravemente la conciencia de la realidad). El presupuesto biológico es cualquier defecto que suponga la disminución de las facultades de captación del mundo exterior. Generalmente se trata de defectos físicos (como la sordomudez o la ceguera), pero podría incluirse también a los llamados "niños lobos" y a los autistas. Como se ha dicho anteriormente, ese defecto debe de haber sido sufrido por el sujeto "desde el nacimiento o a la infancia", es decir, en los momentos clave del aprendizaje social. Si por el contrario el sujeto ha adquirido conocimientos y experiencia suficiente para saber si sus acciones contradicen o no a las normas y después sufre la alteración en la percepción, no será aplicable esta eximente. Y ello porque el presupuesto biológico no es por sí solo suficiente para declarar la inimputabilidad: lo que importa es el efecto psicológico que produce.

## Los inimputables y el tratamiento penal
¿Qué hacer con los inimputables autores de graves e importantes delitos? La imposibilidad de aplicar una pena no supone una ausencia de control social de estos sujetos. Hay que tener en cuenta la aplicación de los siguientes puntos a la hora de establecer las medidas a los declarados inimputables:
- En primer lugar, la medida de internamiento no podrá exceder del tiempo que habría durado la pena privativa de libertad, si hubiera sido declarado responsable el sujeto.

- En segundo lugar, el Tribunal Sentenciador, cuando lo estime procedente a la vista de los informes de los facultativos, puede sustituir, desde un principio o durante la ejecución de la sentencia, el internamiento por otras medidas no privativas de libertad.